# もとぶ (輸送艦)
もとぶ（ローマ字：JDS Motobu, LST-4102）は、海上自衛隊の輸送艦。あつみ型輸送艦の2番艦。艦名は本部半島に由来する。

## 艦歴
「もとぶ」は、第4次防衛力整備計画に基づく昭和47年度計画輸送艦4102号艦として、佐世保重工業で1973年4月23日に起工され、1973年8月3日に進水、1973年12月21日に就役し佐世保地方隊に編入された。
1999年4月12日、除籍。